# Albano Sorbelli
Albano Sorbelli (* 2. Mai 1875 in Fanano; † 22. März 1944 in Pavullo nel Frignano) war ein italienischer Historiker, Bibliograph und Bibliothekar, der von 1904 bis 1943 Direktor der Biblioteca Comunale dell’Archiginnasio in Bologna war.

## Leben
Er war Schüler von Giosuè Carducci und Pio Carlo Falletti an der Universität Bologna und schloss 1898 sein Studium der Geisteswissenschaften (lettere e filosofia) ab, bevor er sich auf Geschichtswissenschaften spezialisierte. An derselben Universität lehrte er Bibliothekswissenschaft und Bibliographie (1925–1944).
Sorbelli war eine der bedeutendsten Persönlichkeiten des italienischen Bibliothekswesens. Ihm ist der erste Prototyp eines Bibliothekssystems in Bologna zu verdanken: 1909 gründete er die Biblioteca Popolare, 1921 wurde die Neuorganisation des Bibliotheksarchivs und der Casa Carducci mit der Öffnung für die Öffentlichkeit abgeschlossen. Von 1935 bis zu seinem Tod gab er die nationale Ausgabe der Werke von Giosuè Carducci heraus, die bei Zanichelli erschien.
Im Jahr 1906 gründete er die Zeitschrift „L’Archiginnasio“ und die Reihe „Biblioteca dell’Archiginnasio“; außerdem förderte er eine intensive kulturelle Tätigkeit des von ihm geleiteten Instituts und organisierte wichtige Ausstellungen und Konferenzen.
Der persönliche bibliographische Nachlass von Albano Sorbeli wurde nach seinem Tod der Biblioteca Comunale dell’Archiginnasio geschenkt. Die Sammlung besteht aus ca. 13.000 Bänden und Broschüren, hauptsächlich zu historischen und literarischen Themen, mit Schwerpunkt auf bibliographischen Studien und der Geschichte von Frignano, der Universität und der Stadt Bologna.

## Werke (Auswahl)

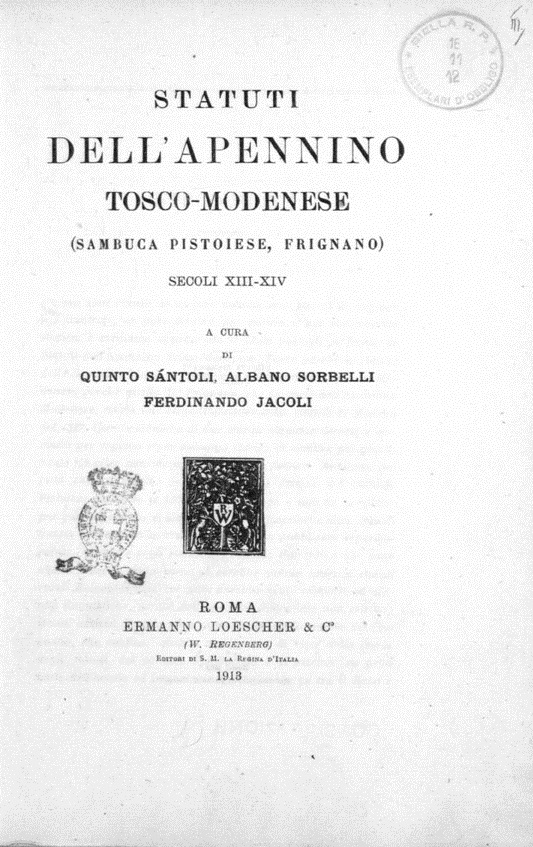
Statuti dell’Appennino tosco-modenese, 1913

- Corpus Chronicorum Bononiensium, in Rerum Italicarum Scriptores.
- La Signoria di Giovanni Visconti a Bologna e le sue relazioni con la Toscana, Bologna, Ditta N. Zanichelli, 1901.
- Statuti dell’Appennino tosco-modenese. E. Loescher, C. Loescher, Rom 1913 (italienisch, beic.it).
- Opuscoli, stampe alla macchia e fogli volanti… (1830-1855). Saggio di bibliografia storica, Florenz, 1927.
- Storia della stampa in Bologna, Bologna, 1929.
- Einträge „Bibliografia“ und „Bibliologia“ in derEnciclopedia Treccani, 1930
- Storia di Bologna, 2: Dalle origini del cristianesimo agli albori del comune, Bologna, Muncipio, 1938.